# Calamonte
Calamonte è un comune spagnolo di 6 126 abitanti situato nella comunità autonoma dell'Estremadura.